# Araneus hotteiensis
Araneus hotteiensis là một loài nhện trong họ Araneidae.
Loài này thuộc chi Araneus. Araneus hotteiensis được Elizabeth Bangs Bryant miêu tả năm 1945.